# Бердикулов, Сейдахмет
Сейдахмет Бердикулович Бердикулов (9 мая 1933, а. Каракастек Карастекский район Алматинская область — 26 июня 1994, Алма-Ата) — советский и казахстанский писатель, переводчик, спортивный журналист.

## Биография
Родился 9 мая 1933 года в селе Каракастек Жамбылского района Алматинской области. Происходит из рода шапырашты. В 1956 году окончил факультет журналистики КазГУ им. Кирова.
В 1955—1970 годах редактор газеты «Қазақстан пионері» (ныне «Улан»). В 1970—1986 годах редактор газеты «Лениншіл жас» (ныне «Жас Алаш»). В 1986—1992 годах — директор издательства «Жалын». В 1992—1994 годах — директор издательства «Балауса».

## Творчество
Автор сборников рассказов и повестей «Сол орамал жоғалмайды» («Платок долговечный», 1965), «Жүрек ұйықтауды білмейді» («Сердцу спать не дано», 1900), «Нар тәуекел» («Рискнём же, брат», 1967), «Егеулі найза» («Острый клинок», 1969), «Жұмыр жерде теңбіл доп» («Круглый мяч на покатой земле», 1968), «84 жылдың теңдессіз 16 күні» («16 несравненных дней 84 года», 1982), «Аспаннан шұға жауған күн» («Рог изобилия», 1975), «Үшінші подъезд» («Подъезд № 3», 1980), «Пердесіз көңіл» («От всей души», 1983), «Арбаған мәні бір сиқыр» («Заворожён но собственному желанию», 1987).
Бердикулов — первый представитель Федерации спортивных журналистов Казахстана. Основные темы творчества Бердикулова — жизнь молодежи, спорт. Ряд произведений Бердикулова переведены на языки народов СНГ и зарубежных стран. Бердикулов перевёл на казахский язык произведения Ч. Айтматова, Э. Хемингуэя, Дж. Лондона, А. Хейли, Н. Мейлера.
Литературный критик Куанышбай Курмангали вспоминал: «Он писал по-особому, его язык и подход к освещению темы заметно отличались от других. И до сих пор как он писал про спорт — никто не может писать. Потому что он литературное казахское слово очень мягко и очень удобно использовал в освещении материалов на спортивную тему».

## Награды
Награждён орденом «Знак Почёта», медалями, почетными грамотами Верховного совета Казахской ССР.

## Память
С 1994 года журналисты Казахстана награждаются Государственной премией имени Сейдахмета Бердикулова за лучшее произведение на спортивную тему.
С 1997 года в Алма-Ате проводится турнир по мини-футболу, посвящённый памяти Сейдахмета Бердикулова. Его имя носит о одна из улиц Алатауского района Алма-Аты (ранее Интернациональная, посёлок Заря Востока).